# Sierra de Chinajá
La sierra de Chinajá es una pequeña cordillera kárstica en el norte del departamento de Alta Verapaz, Guatemala. Su cumbre más elevada alcanza 838 m s. n. m. (15°58′23″N 90°12′36″O / 15.97306, -90.21000). La sierra se encuentra aislada de otras cadenas de montañas y forma el último relieve topográfico de importancia entre las tierras altas de la sierra de Chamá y las tierras bajas de la planicie del Petén. Tiene una superficie aproximada de 135 km².
Por su diversidad biológica, la Sierra de Chinajá ha sido declarado "Área de protección especial" en 1989. Estudios preliminares revelaron que existen por lo menos 128 especies de aves, 24 especies de reptiles, 15 especies de anfibios (Amphibia), 25 especies de murciélagos y 20 especies de escarabeoideos (Scarabaeoidea).
Es probable que la sierra de Chinajá forme un ecotono, es decir, una zona de transición entre los ecosistemas del altiplano de la Sierra de Chamá y la planicie del Petén.
En el área existen 16 comunidades, cuya población es -en su mayoría- de la etnia maya qeqchí. Cuatro de éstas comunidades se establecieron en la zona núcleo como consecuencia de la guerra civil de Guatemala y por el avance de la frontera agrícola.